# 埃德温·弗朗西斯·卡彭特
埃德温·弗朗西斯·卡彭特（英語：Edwin Francis Carpenter，1898年11月1日—1963年2月11日）是一位美国天文学家。
埃德温·卡彭特1898年11月1日出生在马萨诸塞州波士顿，在哈佛大学取得学士和硕士学位，1925年在加州大学伯克利分校获博士学位。后进入亚利桑那大学担任讲师，1936年起开始在天文学系工作。1938年他受聘就任斯图尔德天文台台长，在这一职位上一直工作至1963年。他还担任过美国科学促进会天文学分会副会长和会长。
他的研究对象涉猎白矮星、超新星及银河系天文学。他发现了星系团密度与星系团大小间的一种关系：星系团越大、密度就越低。他提供的数据，让威廉·雅各·鲁坦发现了鯨魚座UV，首颗发现的耀星。
1963年2月11日在亚利桑那州图森去世，享年65岁，他与妻子埃塞尔（Ethel）生有二个孩子：罗杰和艾米丽。小行星1852 卡彭特就是以他的名字命名的，而月球上的卡彭特环形山则是以他和詹姆斯·卡彭特名字共同命名的。

## 备注
1. ↑  .   [2017-10-05]. （原始内容存档于2007-08-10）.
2. ↑  Hockey, Thomas. . Springer Publishing. 2009  [August 22, 2012]. ISBN 978-0-387-31022-0. （原始内容存档于2019-12-09）.
3. ↑  . ESA. 2006  [2017-10-05]. （原始内容存档于2019-10-04）.

- Baryshev, Yurij; Teerikorpi, Pekka. . World Scientific. 2002: 302. ISBN 981-02-4872-5.